# 蒙江河
蒙江河，位于中国广西壮族自治区横县境内，是郁江左岸支流，发源于横县石塘镇大料村，向东南流经青年水库和北滩水库，最后于县城横州镇东北郊的清江村下水李汇入郁江。全长54公里，平均比降0.60‰，流域面积445平方公里。